# Comité constitutionnel syrien

## Création
Lundi 23 septembre 2019, l’opposition et le gouvernement syrien sont parvenus à un accord sur la formation d’un comité constitutionnel sous l'égide de l'ONU. Le comité s'installe le 30 octobre 2019 avec la présence de l'envoyé spécial de l'ONU en Syrie, Geir Pedersen.

### Composition
Le conseil constitutionnel est composé de 150 membres :
- 50 représentants du gouvernement syrien,
- 50 représentants de l'opposition,
- 50 citoyens syriens nommés par l'ONU.

## But
Le but de ce conseil est d'abord d'apporter une stabilité au pays, avant d'y changer la constitution pour organiser des élections libres, avec l'aide de la communauté internationale.